# Kamaran (huyện)
Huyện Kamaran là một huyện thuộc tỉnh Al Hudaydah, Yemen. Đến thời điểm năm 2003, huyện này có dân số 2465 người